# Oyo (Kongo)
Oyo – miasto we wschodnim Kongu, w departamencie Cuvette. Według danych na rok 2007 liczyło 14 295 mieszkańców.